# تهی‌خار اندونزی
تهی‌خار اندونزی (نام علمی: Latimeria menadoensis) نام یک گونه از سرده لاتیمریان است.